# 丘庫特庫克 (亞利桑那州)
丘庫特庫克（英語：Chukut Kuk）是位於美國亞利桑那州皮馬縣的一個非建制地區。該地的面積和人口皆未知。

## 地理
丘庫特庫克的座標為31°45′56″N 112°06′18″W / 31.76556°N 112.10500°W，而該地的平均海拔高度為620米（即2034英尺）。